# 黑喉紅尾鴝
黑喉紅尾鴝（Hodgson's Redstart，學名：Phoenicurus hodgsoni）是屬於鶲科的一種雀鳥，是紅尾鴝屬的一種。分佈於不丹、中國、印度、緬甸、尼泊爾。出沒於開闊原野和林地。雄鳥上體大致灰色。面部到胸部黑色，下體至尾部紅褐色。雌鳥翼上沒有白斑。

## 腳註
1. ↑  BirdLife International. 2016. Phoenicurus hodgsoni. The IUCN Red List of Threatened Species 2016: e.T22710060A94232056. http://dx.doi.org/10.2305/IUCN.UK.2016-3.RLTS.T22710060A94232056.en （英文）